# Carnixulla
La carnixulla ou carn-i-xulla, qui se traduit par « viande et lard », est une saucisse crue et séchée faite de viande maigre et de lard haché, assaisonnée de sel et de diverses épices. Des boyaux de porc sont utilisés pour la saucisse.

## Caractéristiques
Il s'agit probablement de l'une des plus anciennes saucisses de Minorque, qui remonte à l'époque de l'Empire romain, à laquelle on attribue des préparations de divers aliments broyés et fourrés dans des boyaux. Le prélude aux saucisses de la culture culinaire minorquine, et en particulier à la carnixulla, se trouve dans les boyaux de porc farcis préparés par les Romains à partir d'un mélange hétérogène de différents types d'aliments, convenablement moulus et assaisonnés.